# Leptodactylus bufonius
Leptodactylus bufonius is een kikker uit de familie fluitkikkers (Leptodactylidae). De soort werd voor het eerst wetenschappelijk beschreven door George Albert Boulenger in 1894. De soortaanduiding bufonius betekent vrij vertaald 'pad-achtig'.
Leptodactylus bufonius komt voor in delen van Zuid-Amerika en leeft in de landen Brazilië, Bolivia, Argentinië en Paraguay. De kikker leeft in scrubland, droog grasland, meertjes, vijvers en in moerassen.